# バニラエキス

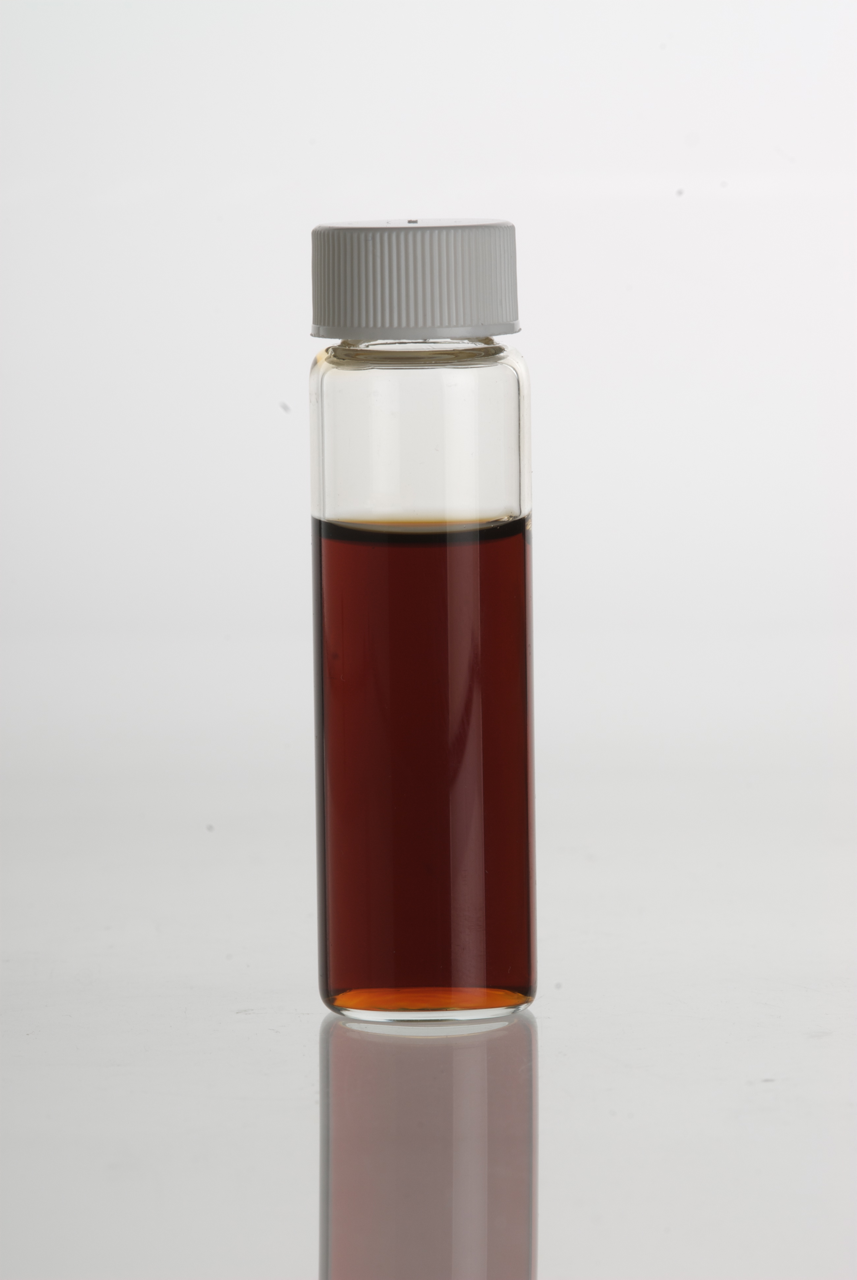
透明なガラス瓶に入ったバニラエキス

バニラエキスあるいはバニラエキストラクト(英語: Vanilla extract)とは、主成分としてバニラ香料を含む溶液である。純粋なバニラエキスは、バニラビーンズをエチルアルコールと水の溶液で浸漬・浸透して作られる。主にメキシコ種やタヒチ種、インドネシア種およびバーボン種のバニラビーンズが使われている。なお、バーボン種は産地であるレユニオン島がフランスのブルボン家(House of Bourbon)の領地だったことに由来する品種名であり、バーボン・ウイスキー(Bourbon whiskey)との関連性はない。アメリカ合衆国では、食品医薬品局がバニラエキスを純粋と呼ぶためには、最低でも溶液中に35%のアルコールと1リットル当たり100gのバニラビーンズを含まなければならないと定めている。この基準の2倍以上(20倍まで)の濃さのバニラエキスも存在する。
バニラエキスは今日もっとも普及しているバニラの使用法であり、アイスクリームやケーキなどの洋菓子の香りつけに利用される。
天然のバニラ香料はバニラビーンズから皆無かそれに近い量のアルコールでも抽出することができる。通常含まれるアルコールの含有量は多くてもたったの2%から3%である。バニラエキスの模倣品はグアイアコール、もしくは木材パルプ製造時の副産物であるリグニンから生成されるバニリンを含む。